# Sean Maitland
Sean Daniel Maitland (Tokoroa, 14 settembre 1988) è un rugbista a 15 neozelandese, internazionale per la Scozia, che milita come tre quarti ala nei Saracens in English Premiership.

## Biografia
Nato a Tokoroa in una famiglia di origine scozzese dal lato paterno e maori-samoana da quello materno, Sean Maitland crebbe giocando a rugby insieme a suo cugino Quade Cooper fino a quando la famiglia di quest'ultimo emigrò in Australia.
Nel 2006 esordì a livello provinciale con la formazione di Canterbury e nel 2007 vinse il mondiale giovanile con la selezione neozelandese Under-20; nel 2008 esordì in Super Rugby nei Crusaders e fu anche schierato nei New Zealand Māori nel 2010, pur senza mai riuscire a guadagnare la convocazione negli All Blacks.
Nel 2012 firmò un contratto triennale per la franchise scozzese in Pro12 dei Glasgow Warriors e contestualmente, in virtù delle sue ascendenze, accettò di rappresentare la Scozia a livello internazionale; il suo incontro d'esordio fu nel Sei Nazioni 2013 a Twickenham contro l'Inghilterra.
Nell'aprile successivo, con soli 5 test match alle spalle fu convocato da Warren Gatland nella selezione dei British Lions che affrontarono il tour 2013 in Australia, anche se fu utilizzato solo negli incontri senza valore di test match e rimandando quindi l'occasione di incontrare a livello internazionale suo cugino Quade Cooper, a sua volta nazionale australiano.

## Palmarès
- Super Rugby: 1
Crusaders: 2008
- National Provincial Championship: 5
Canterbury: 2008, 2009, 2010, 2011, 2012
- Pro12: 1
Glasgow Warriors: 2014-15
- Champions Cup: 2
Saracens: 2016-17, 2018-19
- Premiership: 2
Saracens: 2017-18, 2018-19